# 클라리자 클레이턴
클라리자 클레이턴(Klariza Clayton, 1989년 3월 9일 ~ )은 잉글랜드의 배우이다.

## 출연 작품
- 블러드 스크림 (2016)
- 해리 브라운 (2009)
- 스킨스 시즌1 (2007)
- 이스트엔더스 (1985)